# Antti Muurinen
Antti Muurinen, född 4 mars 1954 i Valkeakoski, är en finländsk fotbollstränare. 
Muurinen är förmodligen mest känd som huvudtränare för det finska landslaget. Han ledde Finland i kvalmatcherna inför världsmästerskapet 2002, EM 2004 och 2006 års VM.

## Meriter
- Finlands mästerskap (7): 1989, 1991, 1997, 2009, 2010, 2011, 2012
- Finska cupen (3): 1998, 2008, 2011
- Finska ligacupen (3): 1997, 1998, 2007
- Årets tränare (5): 1989, 1997, 1998, 2009, 2011
- Första finska manager som någonsin deltog i UEFA Champions League-gruppfasen. (1998–1999)

## Utmärkelser
- Finlands idrottskulturs förtjänstkors i guld,  2022[2]

[Redigera Wikidata]